# Соломон Єгуда Раппопорт
Соломон Ієгуда Лейб Раппопорт (івр. שלמה יהודה כהן רפאפורט; 7 січня 1790, Львів — 16 жовтня 1867, Прага) — галицький рабин, основоположник вивчення історії єврейського народу, діяч Гаскали у Галичині. Ідейний противник хасидизму, учень Натана Крохмаля.

## Життєпис
Народився 7 січня 1790 року в місті Львові, що на той час входило до складу коронного краю Галичини та Володимирії.
У 1810 році одружився з Францішкою Фрейде Геллер, дочкою Ар'є Лейба Когена Геллера, відомого галицького рабина, талмудиста і галаха. Вже в молодому віці прославився як знавець талмудичної і середньовічної рабіністичної літератури, написав коментар на роботу свого тестя «Авней мілуім». У 1815 році він написав антихасидський памфлет «Нер міцва», де обстоював ідеї Гаскали, який, однак, був опублікований лише у 1869 році, після його смерті.
Погляди Рапопорта викликали різке осудження львівських хасидів, які оголосили йому і його поплічникам херем. Після смерті тестя, який підтримував Соломона матеріально, той працював управляючим в орендарів податків, пізніше намагався отримати місце рабина у Берліні чи викладача Талмуду у деяких містах Італії. Покинувши торгівлю, якою він певний час займався у Бродах, він був обраний рабином у Тернополі (служив у 1837—1840 роках). Після конфлікту з місцевими хасидами, а також нападок у пресі, переїхав до Праги, де обіймав посаду головного рабина.
Окрім релігійних текстів Рапопорт публікував брошури («Тхунат ір Паріс ве-і Елба»), вірші, переклади, драматичні твори. Саме в цей період він зацікавився історією євреїв, результатом вивчення якої став ряд праць: «Ал двар єгудім хабашим» (1824), «Єрі‘от Шломо» — біографічна монографія про видатних єврейських учених раннього середньовіччя (Са'аді Гаона, Натана бен Ієхіеля Римського, Хая бен Шріре, Ел'азара Каліре, Ханан'ела бен Хушіеле, Нисіма бен Я'акова Ібн Шахині з Кайруана).
Помер 16 жовтня 1867 року в м. Прага (нині Чехія).

## Твори

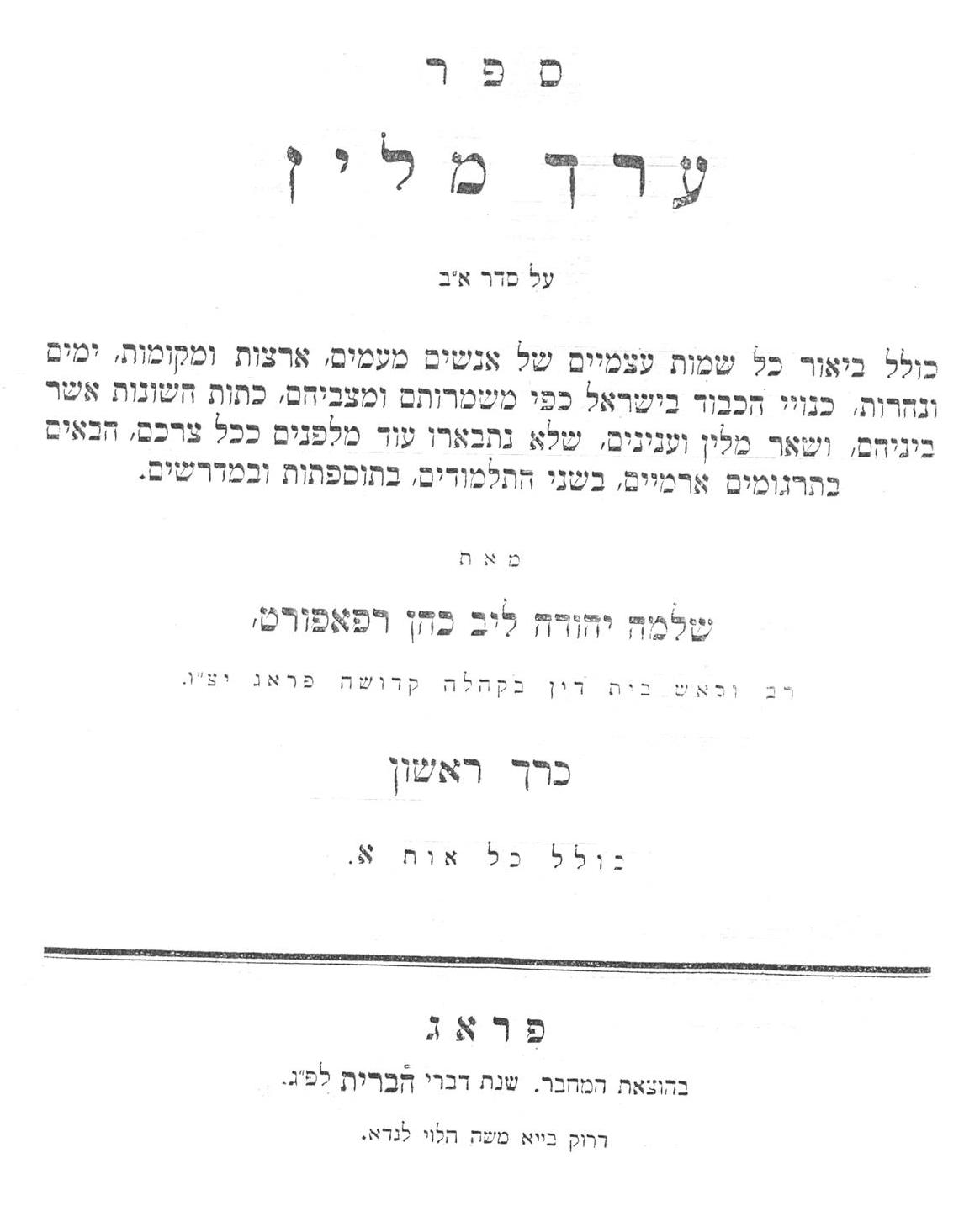
Титульна сторінка «Порядку слів», Прага, 1852

- «Опис міста Парижа й острова Ельба», 1814
- «Світильник заповіді», 1815
- «Уцілілі юдеї», 1827
- «Порядок слів», 1852
- «Слова миру і правди», 1861
- «Тора — світло», 1869
- «Частка Єгуди», 1869